# Foy Vance
Foy Vance (* 1974) je hudebník a písničkář ze Severního Irska. Na hudební scénu se poprvé dostal vydáním alba Hope v roce 2007. Album vydal nezávisle. Roku 2013 uzavřel smlouvu s Glassnote Records a vydal jedno album pod touto nahrávací společností. Vance byl předskokanem na turné britského písničkáře Eda Sheerana a jeho hudba byla použita v několika televizních pořadech. Byl také teprve druhým umělcem, který byl podepsán pod Gingerbread Man Records, což je společnost spadající pod Atlantic records. V srpnu 2013 vydal své druhé album Joy of Nothing. V květnu 2016 bylo vydáno jeho třetí studiové album The Wild Swan. Toto album bylo produkováno Elton Johnem a jeho videoklip k hlavnímu singlu „She Burns“ obsahoval skladbu „Pretty Little Liars“ a vítězku People’s Choice Award Lucy Hale. Jeho hudební video k písni „Coco“ obsahovalo inspiraci pro název písně, Coco Arquette, dceru Courteney Cox a Davida Arquettea. Stejný videoklip Cox i režíroval. V roce 2019 vydal Foy dvě unikátní doprovodná alba, „From Muscle Shoals“ a „To Memphis“, které byly nahrány během několika dní v legendárních FAME studios v Muscle Shoals v Alabamě a v Sam Phillips Recording Studio v Memphisu. Foy spolupracoval také s Alicií Keys, Rag N Bone Man, Keithem Urbanem, Kacey Musgraves, Mirandou Lambert, Plan B a Rudimental a mnoha dalšími, přičemž bez námahy přecházel mezi žánry. Foy také spustil podcastovou sérii The Vinyl Supper, ve které mluví o hudbě, jídle a životních příbězích se speciálními hosty a přáteli ze světa hudby, poezie a filmu.

## Diskografie
- Hope (2007)
- Joy of Nothing (2013)
- The Wild Swan (2016)
- From Muscle Shoals (2019)
- To Memphis (2019)